# حسن صقر (ممثل)
حسن صقر حسن ممثل مسرحي وسينمائي بحريني، ولد في مدينة الرفاع 1989 وحائز على شهادة بكالوريوس في التربية البدنية والرياضية من جامعة قطر، كما حاز على عدد من الشهادات في مجال التمثيل حيث بدأ مشواره الفني في العمل المسرحي.

## الأعمال

### أفلام قصيرة
- الجوهرة (فيلم قصير) 2016.[1][2][3]
- شارع المطار القديم (فيلم قصير) 2014.[1][4][5]
- العالم أزرق (فيلم قصير) إنتاج 2016.
- الحلم (فيلم قصير) إنتاج 2013.[1]
- نفس (فيلم قصير) إنتاج 2013.
- الالتباس (فيلم قصير) إنتاج 2013.
- برودكاست (فيلم قصير) إنتاج 2012.
- الطالب الفقير (فيلم قصير).
- كلنا قطر (فيلم قصير).
- صلاتك قبل مماتك (فيلم قصير).
- بر الوالدين (فيلم قصير).

### مسلسلات
- حنين السهارى (مسلسل) إنتاج 2014.
- إلى المدينة (مسلسل) إنتاج 2020.[6]

### مسرحيات
- مسرحية المجنون
- مسرحية الجرة [7]
- مسرحية شباب ولكن [8]
- مسرحية المسعور [8]
- مسرحية نهاية رجل شجاع [ا] [8]
- مسرحية همس الكراسي [8]
- مسرحية الطنبورة [8]
- مسرحية جانب حياة الدكتور يوسف القرضاوي.
- مسرحية الشهيد علي جابر [9]
- مسرحية العربة
- مسرحية إلى أين ذهبت لمار
- مسرحية مقامات
- مسرحية اللظى
- مسرحية الجوع
- مسرحية خرابة خمس نجوم
- مسرحية طار الوزير
- مسرحية أنا أنت الإنسان

### مسرحيات الأطفال
- مسرحية جزيرة الأشباح
- مسرحية مدينة السلام
- مسرحية مدينة الحكايات

### برامج متسلسلة
- عن السينما (الموسم الأول)، إنتاج شبكة الجزيرة الإعلامية [10]
- عن السينما (الموسم الثاني) [11]

## تقديم البرامج
- برنامج رمضان مع حسن صقر 1 إنتاج عام 2020
- برنامج رمضان مع حسن صقر 2 إنتاج عام 2021 [12]
- برنامج الويكند مع حسن صقر.
- برنامج العيد مع حسن صقر.
- برنامج الكلاسيكو مع حسن صقر.
- برنامج الريمونتادا مع حسن صقر.
- برنامج قدوات رياضية.

## الجوائز
- جائزة أفضل ممثل مسرحي في مهرجان الدوحة المسرحي الثاني [8]
- جائزة أفضل ممثل في المهرجان الشبابي الرابع مع مركز نادي السد.
- جائزة أفضل ممثل ثاني في المهرجان الشبابي الخامس مع نادي العربي.
- جائزة الجمهور في مهرجان ساوثمبتون في إنكلترا عن فلم الحلم (دريم) [8]
- جائزة أفضل فيلم في مهرجان دبي السينمائي 2013 عن فلم الحلم (دريم).
- جائزة المركز الثالث لأفضل فيلم في مهرجان أبو ظبي السينمائي 2013 عن فلم الحلم (دريم).
- جائزة لجنة التحكيم الخاصة في مهرجان أجيال السينمائي في الدوحة عام 2016م.[13]